# Umm Qasr
Umm Qasr (alternativa stavningar Um-qasir och Um-qasser, arabiska أم قصر) är en hamnstad i sydödra Irak. Staden ligger vid Khawr az-Zubayr, som är en del av estuariet Khawr Abd Allah, som mynnar ut i Persiska viken. Härifrån ledde en bro över gränsen till Kuwait före Gulfkriget 1991.